# Christopher Crawford
Pour les articles homonymes, voir Crawford.
Christopher Lee Crawford, né le 31 juillet 1939 à Piedmont, est un joueur américain de tennis.

## Carrière
1/8 de finaliste dans 3 des tournois du Grand Chelem.
Il remporte l'Orange Bowl des moins de 18 en 1957 et devient numéro 1 junior.
Membre de l'Équipe des États-Unis de Coupe Davis en 1961 lors d'une rencontre.